# Kiro Stojanov

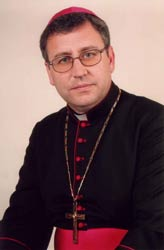
Kiro Stojanov

Kiro Stojanov (mazedonisch Киро Стојанов; * 9. April 1959 in Radovo, SR Mazedonien, SFR Jugoslawien) ist seit 2005 römisch-katholischer Bischof von Skopje. Gleichzeitig wurde er zum Apostolischer Administrator und Exarchen für die Katholiken des byzantinischen Ritus in Mazedonien ernannt.

## Leben
Stojanov ist der erste katholische Bischof mazedonischer Nationalität. Er wurde 1986 zum Priester geweiht, von 1999 bis 2005 war er Weihbischof in Skopje. 2003 wurde er in den Malteserorden aufgenommen.
Am 31. Mai 2018 wurde er mit der Erhebung des Exarchats Mazedonien zur Eparchie Mariä Verkündigung Strumica-Skopje von Papst Franziskus zu deren erstem Diözesanbischof ernannt.